# Бундесрат (Германия)
Бундесрат (на немски: Bundesrat, в буквален превод: Федерален съвет) е конституционен орган на Федерална република Германия, който взема участие в законодателния процес.

## Функции
В държавното устройство на Германия чрез Бундесрата 16-те германски федерални провинции участват в законодателството и администрацията на федерацията, както и в делата на Европейския съюз (чл. 50 ОЗ). Той не се избира пряко от народа, ами се състои от членове на правителствата на всяка една провинция. В зависимост от броя на населението си всяка провинция има от три до шест члена, като общият брой е 69. По този начин интересите на федералните провинции се отчитат в процеса на вземане на политически решения в държавата като цяло.

## Състав
Бундесратът е израз на федерализма – германска конституционна традиция още от обединението на Германия от 1871 г. в една Германска империя, която е била с федерално устройство. Тъй като той участва в законодателната дейност на федерално равнище, в политологията Бундесратът може да бъде обозначен като горна камара или камара на провинциите наред с Бундестага като долна камара; създавайки се така една двукамарна система. От гледна точка на конституционното право, Бундесратът е орган суи генерис (т.е. единствен по рода си, своеобразен), преди всичко понеже членовете му нямат собствен мандат. Това означава, че, ако правителството на дадена федерална провинция се смени, например след избори, провинцията изпраща нови членове в Бундесрата, които са обвързани с инструкции или нареждания на правителството, което ги изпраща.
Бундесратът не се избира пряко, а се състои от членове на правителствата на отделните провинции. Броят на членовете, които всяка провинция има право да изпрати, варира между 3 и 6 според големината на населението ѝ. Разликите в населенията обаче са твърде големи и броят членове все пак не се получава да е пропорционален спрямо населението. Това е компромис между „федералното“ изискване за равнопоставеност на провинциите от една стана, и демократичния идеал за точно представяне на съответния брой жители от друга страна. Това решение има за цел да гарантира, че големите провинции няма да се налагат над малките, но и че малките провинции няма да командирват по-големите.

## Значимост
Значимостта на Бундесрата в политическата система зависи и от състава му и до колко той съответства на състава на Бундестага. Само в редки случаи партиите, които образуват коалиция в Бундестага и формират федералното правителство, имат общо мнозинство и в Бундесрата. В повечето случаи обаче, мнозинството в Бундестага се състои от партии, които нямат мнозинство в Бундесрата. Това означава, че двата органа имат мнозинства, състоящи се от различни партии. Следователно, за да се приемат закони, изискващи одобрение от Бундесрата, трябва да се правят компромиси и да се спечели подкрепата на партиите в Бундесрата.

### Закони, изискващи одобрение
Конституционният ранг и значението на Бундесрата произтичат главно от правото му на съвместно вземане на решения по закони, изискващи одобрение (на немски: Zustimmungsgesetze). Тези закони могат да бъдат приети само ако Бундесратът и Бундестагът постигнат съгласие. В случай на окончателен вот „против“ от страна на Бундесрата, законите, изискващи одобрение, не са приети (= абсолютно вето).
Кои закони се нуждаят от одобрение, е изрично и окончателно уредено в Основния закон на Германия (ОЗ) – конституцията. Основно могат да се разграничат три групи:
- Закони, които изменят Основния закон на Германия

В този случай се изисква одобрението на Бундесратът с мнозинство от две трети (46 гласа) (член 79, ал. 2 от ОЗ).
- Закони, които имат определено въздействие върху финансите на провинциите
  - По отношение на приходите това включва всички закони за данъците, от чиито приходи дял имат провинциите или общините (чл. 105, ал. 3 от ОЗ): например данък върху заплатите и доходите, данък върху добавената стойност и търговски данък.
  - По отношение на разходите това включва всички федерални закони, които установяват задължения на провинциите за предоставяне на парични обезщетения, непарични обезщетения в натура или сравними услуги на трети лица (член 104а, ал. 4 от ОЗ).
- Закони, чието прилагане засяга организационния и административния суверенитет на провинциите

Федералните провинции имат право да се отклоняват от федералните законови разпоредби досежно създаването на органи и административната процедура чрез собствени провинциални закони. Ако обаче по изключение е необходимо дадена административна процедура да се уреди единно за цялата държава във федерален закон, без възможност провинциите да се отклоняват от него, то тогава за изисква одобрението на Бундесрата (чл. 84, ал. 1 от ОЗ).
Съгласно Основния закон на Германия някои въпроси като външните работи и отбраната са от изключителната отговорност на федерацията (т.е. федералното равнище), докато други попадат в отговорността на провинциите като например образованието и сигурността. Това е причината в германия да има 16 образователни системи и 16 провинциални полиции наред с една федерална полиция. При опит, например, да се измени този конституционно установен ред на разделение на компетентностите се изисква одобрението на Бундесрата.

### Закони, допускащи възражение
За повечето федерални закони не се изисква одобрението на Бундесрата. Законите, които изискват одобрението му, са изрично изброени в Основния закон (виж трите групи изключения, описани по-горе). Всички останали закони по правило са така наречените закони, допускащи възражение (на немски: Einspruchsgesetze). Влиянието на Бундесрата тук е по-малко, отколкото при законите, изискващи неговото одобрение. Той може да изрази особеното си мнение, като подаде възражение срещу закона. Възражението на Бундесрата може да бъде отхвърлено от Бундестага (= отлагателно вето).
Ако Бундесратът реши да възрази с абсолютно мнозинство, възражението може да бъде отхвърлено само с абсолютно мнозинство в Бундестага. Ако Бундесратът подаде възражението с мнозинство от две трети, за да бъде отхвърлено възражението трябва да се съберат също две трети от гласовете в Бундестага, които обаче да представляват поне половината от всички депутати.

## Помирителна процедура
През първите десетилетия след създаването на Федералната република делът на тези закони, изискващи одобрението на Бундесрата, рязко нараства, а с това и значението на мнозинството в Бундесрата. През 2006 г. и след това в рамките на т. нар. „реформи на федерализма“ са направени опити за намаляване на броя на законите, за които се изисква одобрение, но това не се случва до очакваната степен. Въпреки това способността за компромис като цяло е много висока, така че само няколко закона се отхвърлят окончателно (благодарение на специален Помирителен комитет съгласно чл. 77 ОЗ). Помирителният комитет е орган, който се състои от 16 членове на Бундестага и 16 членове на Бундесрата. Одобрението на Бундесрата се изисква задължително за промени на Конституцията, както и за закони, които засягат финансите и административната компетентност на федералните провинции. Ако в помирителния комитет се постигне споразумение, което се отличава от първоначално гласувания закон, тогава е необходимо както Бундестагът, така и Бундесратът да одобрят това споразумение. Ако не бъде постигнато споразумение Бундестагът и Федералното правителство могат на свой ред да се обърнат към помирителния комитет, като по този начин възобновят помирителната процедура. Други закони, за които не се изисква задължително одобрението на Бундесрата, могат да влязат в сила, дори ако в помирителния комитет не се постигне споразумение. За това обаче е необходимо при ново гласуване в Бундестага да се получи абсолютно мнозинство.

## Терминология
- В Австрия има също орган, наричан Бундесрат, който представлява провинциите.
- В Швейцария, Бундесрат се нарича федералното правителство.